# معزز آباجی
معزز آباجی (ترکی استانبولی: Muazzez Abacı؛ زادهٔ ۱۹۴۷ (میلادی) یک خواننده کلاسیک اهل ترکیه است در زمینه موسیقی ارابسک دستاوردهای زیادی داشته‌است.